# Estagel
Estagel (em catalão:  Estagell) é uma comuna francesa na região administrativa da Occitânia, no departamento dos Pirenéus Orientais. Estende-se por uma área de 20.83 km², com 2.046 habitantes, segundo o censo de 2018, com uma densidade de 98 hab/km².